# Ein starkes Team: Tödliches Vermächtnis
Tödliches Vermächtnis ist ein deutscher Fernsehfilm von Ulrich Zrenner aus dem Jahr 2015. Es handelt sich um die 63. Folge der Krimiserie Ein starkes Team mit Maja Maranow und Florian Martens in den Hauptrollen.
Kriminalhauptkommissarin Verena Berthold und Kollege Otto Garber haben gleich zwei Mordfälle zu klären, denn sowohl der Vietnamese Lai Nguyen, als auch der wohlhabende Günther Berger kommen gewaltsam zu Tode. Erst im Laufe der Ermittlungen wird klar, dass beide Fälle miteinander zu tun haben.

## Handlung
Der Vietnamese Lai Nguyen wird auf einem Firmengelände gezielt niedergestochen und stirbt. Kriminalhauptkommissarin Verena Berthold und Kollege Otto Garber ermitteln und erfahren von seiner Nichte Kim, dass ihr Onkel ein Spieler war und viele Schulden hatte. Ansonsten sei ihr nur aufgefallen, dass er einen ihrer Briefe an sich genommen habe, der von einem Günther Berger stammte, den sie aber nicht kenne. Die beiden Kommissare fahren zur Klinik, in der Herr Berger seit vier Wochen wegen einer schweren Krankheit Patient ist. Sie können ihn allerdings nicht mehr sprechen, da er gerade ermordet worden ist. Von einer Krankenschwester erfahren sie, dass die Berger-Stiftung die Behandlung von Kindern aus Krisengebieten in dieser Klinik bezahlt. Der Chef dieses Hauses konnte die Stiftung, die von Bergers zweiter Frau Maike geführt wird, offenbar jährlich um mehrere Hunderttausend Euro betrügen, da er von einem Verhältnis von Frau Berger und ihrem Stiefsohn Dominik wusste. Dies bringt die Ermittler aber nicht weiter, da alle Beteiligten für die Zeit von Bergers Tod ein Alibi haben.
Durch eine Privatdetektivin, mit der Berger telefoniert hat, erfahren Berthold und Garber, dass Berger nach seiner unehelichen Tochter gesucht hatte. Es handelt sich um Kims Mutter, die aber vor acht Wochen gestorben ist. Berger wollte sein Testament ändern und nun ein Teil seines Geldes seiner Enkelin vermachen. Nguyen sah die Chance, seine Schulden zu bezahlen und fuhr deshalb in die Klinik, um von Günther Berger einen Vorschuss zu bekommen. Da dieser aber durch die Aufregung einen Kreislaufzusammenbruch erlitt, wandte er sich an Dominik Berger. Dieser erstach dann bei einem weiteren Treffen den Vietnamesen, da er selbst Schulden hat und verhindern wollte, dass das Geld eine „wildfremde“ Person bekommt.
Dem Mörder an Günther Berger kommen die Kommissare auf die Spur, als sie herausfinden, dass Berger zusammen mit seinem alten Freund Manfred Rosenbaum in der Fremdenlegion gedient hatte. Rosenbaum hatte zufällig das Gespräch zwischen Berger und Lai Nguyen in der Klinik mit angehört, bei dem es um ein vietnamesisches Enkelkind ging. Dabei wurde ihm klar, dass Berger seinerzeit seine vietnamesische Freundin in Saigon vergewaltigt hatte und sie daraufhin ein Kind bekam. Ihm gegenüber hatte Berger sie dann versteckt und letztendlich behauptet, dass sie bei einem Bombenangriff gestorben sei, sodass er von dem Kind nie etwas erfuhr. In seinem Zorn, ihn um die Liebe seines Lebens gebracht zu haben, brachte er Berger daraufhin um.

## Hintergrund
Tödliches Vermächtnis wurde unter dem Arbeitstitel Bergers Vermächtnis in Berlin gedreht und am 17. Oktober 2015 um 20:15 Uhr im ZDF erstausgestrahlt. Leo P. Ard schrieb das Drehbuch nach Motiven seines Romans „Mein Vater, der Mörder“.
Sputnik, dessen Rolle als Geschäftsmann in der Serie als Running Gag angelegt ist, betätigt sich in dieser Folge als „Dialoger“ und macht Werbung für eine Tierschutzorganisation, Schwerpunkt Eisbären, wobei er sich mit jedem neu geworbenen Mitglied eine ordentliche Provision sichern will. Otto ist dabei sein erster und auch letzter Kunde. Später wird Sputnik, auch aufgrund seines Alters, zum „Eisbären“ degradiert. Das Thema adaptiert den Berliner Eisbären Knut.

## Kritik
Roger Tell von Tittelbach.tv schrieb: „‚Ein starkes Team‘ im ZDF ist so etwas wie der Golf unter den Krimireihen: Sie läuft und läuft und läuft. Die 63. Folge mit dem Titel ‚Tödliches Vermächtnis‘ hat alles, was eine unterhaltsame Krimi-Episode ausmacht: Eine Story mit falschen Fährten und überraschenden Wendungen, eine exquisite Besetzung […] und eine unaufgeregte Inszenierung – angenehm geradlinig & ohne unpassende Mätzchen.“
Die Osnabrücker Zeitung meinte Frank Jürgens: „Dieser Fall hat es in sich. Wer hier nicht aufpasst und nur kurz den Fernsehsessel verlässt, könnte auch nach der Auflösung noch im Dunkeln tappen. Wahrscheinlich wollte Drehbuchautor Jürgen Pomorin alias Leo P. Ard zu viel des Guten aus seiner eigenen Romanvorlage ‚Mein Vater, der Mörder‘ in das Skript packen. Das Ergebnis ist ein streckenweise zerfasert wirkender TV-Krimi mit einem wirren Personengeflecht und einem überflüssig in die Länge gezogenen Finale.“
Die Kritiker der Fernsehzeitschrift TV Spielfilm vergeben nur eine mittlere Wertung (Daumen gerade) und meinen: „Wie alles zusammenhängt, wird in endlosen Dialogen aufgedröselt.“ Fazit: „Betuliche Krimikost ohne Raffinesse.“
Für die Frankfurter Neue Presse urteilte Ulrich Feld: „Der Fall selbst hat allerdings Mühe, Zuschauer zu überzeugen. Die Geschichte zerfasert in Nebenhandlungen.“ „Die Geschichte verläuft zu wenig pointiert und hat auch, anders als frühere Fälle wie etwa ‚Stirb einsam!‘, keine interessanten Milieu-Studien zu bieten.“ Fazit: „Auch die Besetzung mit bekannten TV-Stars kann nicht über die wenig zusammenhängende Geschichte hinweghelfen.“